# Anderlingen
Anderlingen er en kommune med knap 900 indbyggere (2013) i Samtgemeinde Selsingen i den nordøstlige del af Landkreis Rotenburg (Wümme), i den nordlige del af den tyske delstat Niedersachsen.

## Geografi
I kommunen, der har et areal på 35,67 km², ligger landsbyerne:
- Anderlingen
- Ohrel
- Fehrenbruch
- Grafel
- Winderswohlde